# Zbór Jezusa Chrystusa w Węgorzewie
Zbór Jezusa Chrystusa w Węgorzewie – zbór ewangeliczny o charakterze zielonoświątkowym, mający siedzibę w Węgorzewie. Należy do Kościoła Zielonoświątkowego w RP.

## Historia
W 2001 w Węgorzewie została utworzona placówka Zboru Kościoła Zielonoświątkowego w Giżycku. Kierownikiem placówki został pastor Wojciech Trybek, natomiast funkcję jednego z jej liderów objął Marek Lipski. W lipcu 2005 placówka została przekształcona w samodzielny zbór, a w spotkaniu założycielskim wspólnoty udział wzięło 18 osób. Pełniącym funkcje pastora nowego zboru w Węgorzewie został Marek Lipski.
Zbór w Węgorzewie angażował się w działania ewangelizacyjne, prowadził koncerty, przestawienia, wykłady oraz projekcje filmów. Zajmował się również pracą charytatywną prowadząc Bank Żywności i Kids Club, organizował też zbiórki dla osób ubogich z terenu powiatu. Prowadził poradnię rodzinną oraz pozostawał organizatorem współfinansowanego z Funduszu Inicjatyw Obywatelskich projektu „Akademia Lokalnych Liderek”, jak również obozu „Mazury Camp”. Zbór prowadził także odbywające się w trakcie wakacji obozy prorocze.
W 2014 zbór uruchomił placówkę w Reszlu.
Pastor zboru sprawował stanowisko dziekana dekanatu mazurskiego Kościoła Zielonoświątkowego w RP, do którego należały zbory w Giżycku, Gołdapi, Kętrzynie, Mikołajkach, Mrągowie, Piszu, Szczytnie i Węgorzewie.
Według stanu na 2018 przy zborze działała służba uwielbienia, w ramach której funkcjonował zespół instrumentalno-wokalny, służba katechetyczna prowadząca nauczanie religii w punkcie katechetycznym mieszczącym się w siedzibie zboru i działającym pod nadzorem dyrekcji Szkoły Podstawowej nr 1 w Węgorzewie, natomiast służba nauczania organizowała cotygodniowe spotkania na temat ewangelii i życia zgodnego z Bożym planem prowadzone zarówno przez członków zboru, jak i zaproszonych gości.